# 王保義
王保義（?—?），本姓刘，名去非，幽州人，五代十国人物。
刘去非年轻时为县吏，粗暴无行，习骑射，敢斗击。刘仁恭之子刘守奇善射箭，只有刘去非许以为能。天祐四年（907年），刘守奇因为兄长刘守光夺父刘仁恭幽州节度使之位，投奔契丹，又从契丹投奔了河东。刘去非跟从。晋王李存勖讨伐燕主刘守光，刘守奇跟随周德威引军前进，天祐九年（912年）正月初九，包围涿州。涿州刺史刘知温据城防守，刘去非在城下大声呼喊，对刘知温说：“河东小刘郎来为他的父亲讨伐叛国作乱的贼子，你为什么坚决固守。”刘守奇脱下头盔慰劳他，刘知温在城上叩拜，于是投降。周德威嫉妒刘守奇之功，在李存勖面前说刘守奇忠心不可保证。晋王召见刘守奇，走到土门，刘去非劝说刘守奇：“刘公不用寸兵下涿州，周公以得涿州不是他的力量，必有如簧的离间，太原不宜前去。刘公之家于梁朝，素有君臣名分，应该前去依附，可报万全。”刘守奇担心获罪，于是和刘去非、赵凤投奔后梁。梁太祖朱温任命刘守奇为博州刺史，后来转任沧州留后，以刘去非为河阳行军司马。当时谢彦章推荐刘去非为郢州刺史。谢彦章把刘鄩所俘的刘去非同乡刘皞介绍给他。李存勖灭后梁、平河洛，刘去非离开郢州投奔荆南高季兴，为行军司马，改易姓名为王保義。刘皞的哥哥刘昫在唐明宗时为学士，派人把刘皞召回中原。高季兴父子倚任王保義与司空薰、梁震等人为心腹，守藩规画，出兵方略，言听计从。天福六年（941年）五月，山南东道节度使安从进准备造反，向荆南求援，荆南高从诲给安从进写信，晓以祸福；安从进发怒，反而向后晋朝廷诬奏高从诲。王保义劝高从诲把实情奏报朝廷，请求发兵帮助朝廷去讨伐安从进，高从诲采纳了王保义的建议。乾祐元年（948年）夏，高从诲奏王保义为武泰军节度留后，依前荆南行军司马，加检校太尉。王保义最终在江陵去世，其子王贞範、王惠範、王延範。

## 传记资料
- 《旧五代史》卷一百三十三 世袭列传二
- 《十国春秋》卷一百二 荆南三 列传 王保義